# Babrak Karmal
Babrak Karmal (Kamari, 6 gennaio 1929 – Mosca, 3 dicembre 1996) è stato un politico afghano.
È stato il terzo presidente della Repubblica Democratica dell'Afghanistan dal 27 dicembre 1979 al 24 novembre 1986.

## Biografia

### Gli anni giovanili
Figlio di un influente generale dell'esercito, sebbene nato in una ricca famiglia originaria del Kashmir nel villaggio di Kamari ad est di Kabul, Babrak Karmal visse in ristrettezze economiche in seguito alla morte della madre. Fu uno studente mediocre alle scuole superiori e nella facoltà di legge dell'Università di Kabul divenne presto conosciuto per le sue doti di oratore e di attivista nell'unione degli studenti universitari nel 1951.
Prese parte alle attività politiche marxiste e per questo motivo fu imprigionato per cinque anni. In prigione Karmal divenne amico del compagno di cella Mier Akbar Khybar, mentre l'altro compagno di prigionia Mier Mohammad Siddiq Farhang introdusse entrambi alle posizioni filo-sovietiche. Dopo la laurea entrò nel Ministero della Pianificazione, mantenendo i contatti con i conoscitori più profondi della dottrina comunista, tra essi Mier Mohammad Siddiq Farhang e Ali Mohammad Zahma, un professore dell'Università di Kabul.

### La carriera politica
Il 1º gennaio 1965 fu fondato a Kabul il Partito Democratico Popolare dell'Afghanistan, Karmal fu uno dei 28 membri fondatori, partecipò al congresso della fondazione e venne eletto Segretario. In seguito venne eletto nella Assemblea Nazionale dal 1965 al 1973.
Nel 1967, il partito si divise nelle due fazioni, la Khalq e la più moderata Parcham; Karmal divenne il leader di quest'ultima. Quando Mohammed Daud Khan rovesciò la monarchia istituendo la repubblica, la fazione di Karmal condivise il potere con lui, anche se a Karmal non venne assegnata nessuna carica ufficiale. Quando il presidente Daoud si ritenne sicuro della propria posizione, fece dimettere gli esponenti Parcham dal gabinetto presidenziale e cercò di prendere le distanze dall'Unione Sovietica.
Le due fazioni del partito si riunirono nel 1977 e nell'aprile 1978 assunsero il controllo dell'Afghanistan. Karmal fu inizialmente nominato primo ministro, ma in seguito al prevalere della fazione rivale Khalq, venne esiliato come ambasciatore a Praga.
Il partito tentò di modernizzare il paese in linea con le sue idee socialiste, ma dovette affrontare numerose rivolte. Nel dicembre 1979 i sovietici invasero l'Afghanistan ed un commando uccise il presidente Hafizullah Amin. Karmal fu riportato in patria ed insediato come Presidente della Repubblica Democratica dell'Afghanistan.

### La presidenza della repubblica

La seconda bandiera della Repubblica Democratica dell'Afghanistan

Nel suo primo discorso ufficiale alla radio, Karmal fece molte promesse. Disse che non ci sarebbero più state esecuzioni capitali e sarebbe stata promulgata una nuova costituzione che avrebbe assicurato elezioni democratiche di assemblee locali e nazionali. Promise inoltre libertà per i partiti politici e per gli individui e salvaguardia delle proprietà personali. Sottolineò in particolare che in breve tempo si sarebbe instaurato un governo di unità nazionale che non avrebbe perseguito il modello socialista.
Alcune delle promesse vennero mantenute: la liberazione dei prigionieri politici, la promulgazione dei Principi Fondamentali della Repubblica Democratica d'Afghanistan, l'adozione della bandiera verde, rossa e nera al posto di quella rossa in stile sovietico della fazione Khalq, la concessione di diritti ai leader religiosi e la restituzione condizionata delle proprietà confiscate.
In ogni caso il governo di Karmal non ottenne il riconoscimento internazionale. L'Assemblea Generale delle Nazioni Unite votò con una maggioranza di 104 voti contro 18 e 18 astenuti una risoluzione che "deplorava fortemente" il "recente intervento armato" in Afghanistan e chiedeva il "totale ritiro delle truppe straniere" dal paese.
Anche all'interno del partito nacquero dei problemi. Karmal era l'uomo di fiducia scelto dal Cremlino e nessuno gli si oppose apertamente, sorsero comunque opposizioni sotterranee. Non fu reso pubblico niente del processo che portò all'interno del partito e del Consiglio Rivoluzionario all'elezione di Karmal come capo del partito e dello stato.
La scarsa capacità dialettica di Karmal nei rapporti con la stampa estera contribuì inoltre ad indebolire la sua immagine pubblica. Nella prima ed ultima intervista televisiva della sua vita dopo l'ascesa al potere, davanti ad un grande numero di giornalisti afghani e stranieri, Karmal divise i giornalisti secondo i criteri della Guerra Fredda tra blocco imperialista e blocco socialista.
Iniziò così la guerra civile afghana tra il governo di Karmal e i mujaheddin che costò gravi perdite da entrambe le parti. Molti afghani, forse cinque milioni, un quarto di tutta la popolazione, fuggirono in Pakistan ed in Iran dove organizzarono gruppi di guerriglia per colpire le forze sovietiche e governative all'interno dell'Afghanistan. Altri restarono nel paese per formare gruppi di combattimento; tutti questi gruppi furono sostenuti con finanziamenti ed armi principalmente dagli Stati Uniti, dall'Arabia Saudita, dalla Cina e dall'Egitto.

### La caduta
Il governo mantenne il controllo solo di Kabul, delle capitali delle province e di quelle aree strategiche dove l'esercito sovietico ed afghano avevano dislocato contingenti militari. Nonostante le alte perdite da entrambe le parti, la pressione aumentò sempre più nei confronti dell'Unione Sovietica, specialmente dopo che gli Stati Uniti fornirono ai ribelli i missili antiaerei FIM-92 Stinger che ridussero fortemente l'efficacia dell'aviazione sovietica.
Mosca finì col considerare Karmal come un fallimento e gli addossò le responsabilità della situazione. Anni dopo, quando l'incapacità di consolidare il suo governo divenne palese, il Segretario Generale del Partito Comunista dell'Unione Sovietica Mihail Gorbačëv disse:
Oltre a ciò, alcune delle truppe afghane che avevano combattuto per il governo comunista iniziarono a disertare. Nel maggio del 1986 Karmal fu sostituito a capo del partito da Mohammad Najibullah e sei mesi più tardi fu sollevato dall'incarico di presidente. Karmal si trasferì a Mosca dove i sovietici lo protessero dai suoi nemici afghani. Lì rimase fino alla sua morte.

### La morte
Karmal morì il 3 dicembre 1996 di cancro al fegato nell'Ospedale Centrale Clinico di Mosca. Il 5 dicembre circa 200 membri della comunità afghana di Mosca (la maggior parte dei quali aveva fatto parte del governo di Karmal) partecipò ad un servizio funebre nell'ospedale. Il corpo di Karmal fu poi mandato con un aereo dell'aviazione militare russa a Mazar-i Sharif in Afghanistan per la sepoltura. Da lì venne esumato dai Talebani, dopo la loro conquista di Hayratan, e gettato nel fiume Amu Darya.